# Aeropuerto Komodo
El Aeropuerto Komodo  (en indonesio: Bandar Udara Komodo) (IATA: LBJ, ICAO: WATO) es un aeropuerto cerca de la ciudad de Labuan Bajo, en la isla de Flores, en la provincia de Nusa Tenggara este en Indonesia. El nombre del aeropuerto viene de la condición de Labuan Bajo como punto de partida para excursiones al cercano Parque nacional de Komodo, el hogar del conocido dragón de Komodo .
Era conocido como el segundo Aeropuerto de Mutiara, que no debe confundirse con el Aeropuerto Mutiara situado cerca de la ciudad de Palu en la provincia de Sulawesi Central de Indonesia. En septiembre de 2013, el primer Boeing 737-800 aterrizó y despegó con éxito en el lugar.

## Aerolíneas y destinos
| Aerolíneas        | Destinos                         |
| ----------------- | -------------------------------- |
| Batik Air         | Denpasar, Yakarta–Soekarno-Hatta |
| Citilink          | Denpasar, Yakarta–Soekarno-Hatta |
| Garuda Indonesia  | Denpasar, Yakarta–Soekarno-Hatta |
| Indonesia AirAsia | Denpasar, Yakarta–Soekarno-Hatta |
| Super Air Jet     | Surabaya                         |
| Wings Air         | Bajawa, Ende, Kupang, Maumere    |

1. ↑  «Información sobre el sitio» (en inglés). Archivado desde el original el 21 de julio de 2011. Consultado el 6 de diciembre de 2015.
2. ↑  Editors, Periplus (14 de noviembre de 2013). Indonesia Travel Atlas Third Edition: Indonesia's Most Up-to-date Travel Atlas (en inglés). Tuttle Publishing. ISBN 9781462909483. Consultado el 6 de diciembre de 2015.
3. ↑  Garcia, Ivan Benito (9 de febrero de 2014). Viaje a Malasia, Camboya y Bali - Turismo fácil y por tu cuenta: Guía práctica para organizar tu itinerario. Ivan Benito Garcia. Consultado el 6 de diciembre de 2015.
4. ↑  «Garuda Indonesia expands domestic network from Sep 2016». Routesonline (en inglés británico). Consultado el 4 de junio de 2020.
5. ↑  «INDONESIA AIRASIA MAY/JUNE 2023 NETWORK EXPANSION». Aeroroutes. Consultado el 3 de mayo de 2023.
6. ↑  Kupang es continuación del vuelo a Bajawa con el mismo número